# Mycena chlorophos
Mycena chlorophos é uma espécie de cogumelo da família Mycenaceae.